# Дракула — отец и сын
«Дракула — отец и сын» (англ. Dracula Pere Et Fils) — комедийный фильм ужасов режиссёра Эдуара Молинаро, снятый в 1976 году. Несмотря на название, не имеет никакой связи с серией кинокартин о вампирах студии Hammer. Это последний фильм, в котором Кристофер Ли играл графа Дракулу. Экранизация произведения Клода Клотца.

## Сюжет
Сыну легендарного графа Дракулы не совсем по душе образ жизни, который ведёт его отец, в том числе молодого человека отнюдь не радует необходимость питания человеческой кровью. Семейные неурядицы усиливаются, после того, как коммунисты изгоняют графа и его сына из Румынии в начале 1970-х годов. Сам глава семейства начинает сниматься в фильмах ужасов в Великобритании, а его отпрыск оказывается во Франции. На премьере одной из картин отец и сын вновь встречаются, однако это приводит лишь к возобновлению давнего конфликта между ними. На этот раз причиной семейной неурядицы является женщина, в которую одновременно влюбляются старший и младший Дракула.

## В ролях
- Кристофер Ли — Дракула-отец / Князь Тьмы
- Бернар Менез — Фердинанд Пуатвин, сын Эрмини и Князя Тьмы
- Мари-Элен Брейя — Николь Клеман
- Катрин Брейя — Эрмини Пуатвин
- Мустафа Дали — Халеб
- Ксавье Депраз — мажордом
- Клод Женя — Маргарита
- Жан-Клод Дофен — Кристеа / Кристан Полански
- Анна Гаэль — мисс Гейлор
- Жерар Жюньо — рассказчик на заводе
- Рэймонд Буссирес — престарелый мужчина в ANPE
- Бернард Элейн
- Анна Пруцнал
- Жан Леко
- Альбер Симоно — гробовщик
- Арлет Балкис
- Джефри Кэри
- Лин Шародоне — медсестра
- Робер Дальбан — служащий отеля
- Карло Нелл